# Erwin Griswold
Erwin Nathaniel Griswold (East Cleveland, 14 de julho de 1904 – Boston, 19 de novembro de 1994) foi um advogado estado-unidense que argumentou muitos casos para a Suprema Corte. Griswold serviu como Advogado-geral dos Estados Unidos (1967–1973) durante as administrações dos Presidentes Lyndon Johnson e Richard Nixon. Ele também trabalhou como decano da Harvard Law School por 21 anos. Muitas vezes ele foi considerado como candidato a uma vaga na Suprema Corte. Durante uma carreira de mais de seis décadas, ele serviu como um membro da Comissão Americana dos Direitos Civis e como presidente da American Bar Association.

## Juventude
Griswold era filho de James Harlen e Hope (Erwin) e nasceu em East Cleveland, Ohio. Griswold se formou na Faculdade Oberlin em 1925 com um B.C. em matemática e um M.A. em ciências políticas. Ele foi aluno da Harvard Law School de 1925 a 1929, recebendo um Cum Laude em 1928 e um Legum Doctor em 1929. Usado por profissionais de direito em todos menos quatro estados dos Estados Unidos, o Bluebook, um sistema uniforme de citação jurídica, foi compilado pela primeira vez em por 1926 Griswold, enquanto era estudante na HLS.
Em 1929, Griswold foi admitido pela advocacia de Ohio e passou seis meses trabalhando como um ajudante na firma de advocacia de seu pai em Cleveland. Ele acabou se juntando ao gabinete do Advogado-geral como um advogado de pessoal  e trabalhou como assistente especial do Procurador-geral de 1929 a 1934. Lá ele trabalhou sob as ordens do advogado geral Charles Evans Hughes Jr, filho do futuro chefe de justiça, Charles Evans Hughes. Ele se tornou experiente em argumentar casos sobre impostos na Suprema Corte, e é considerado um dos maiores estudiosos em leis sobre impostos.

## Carreira acadêmica

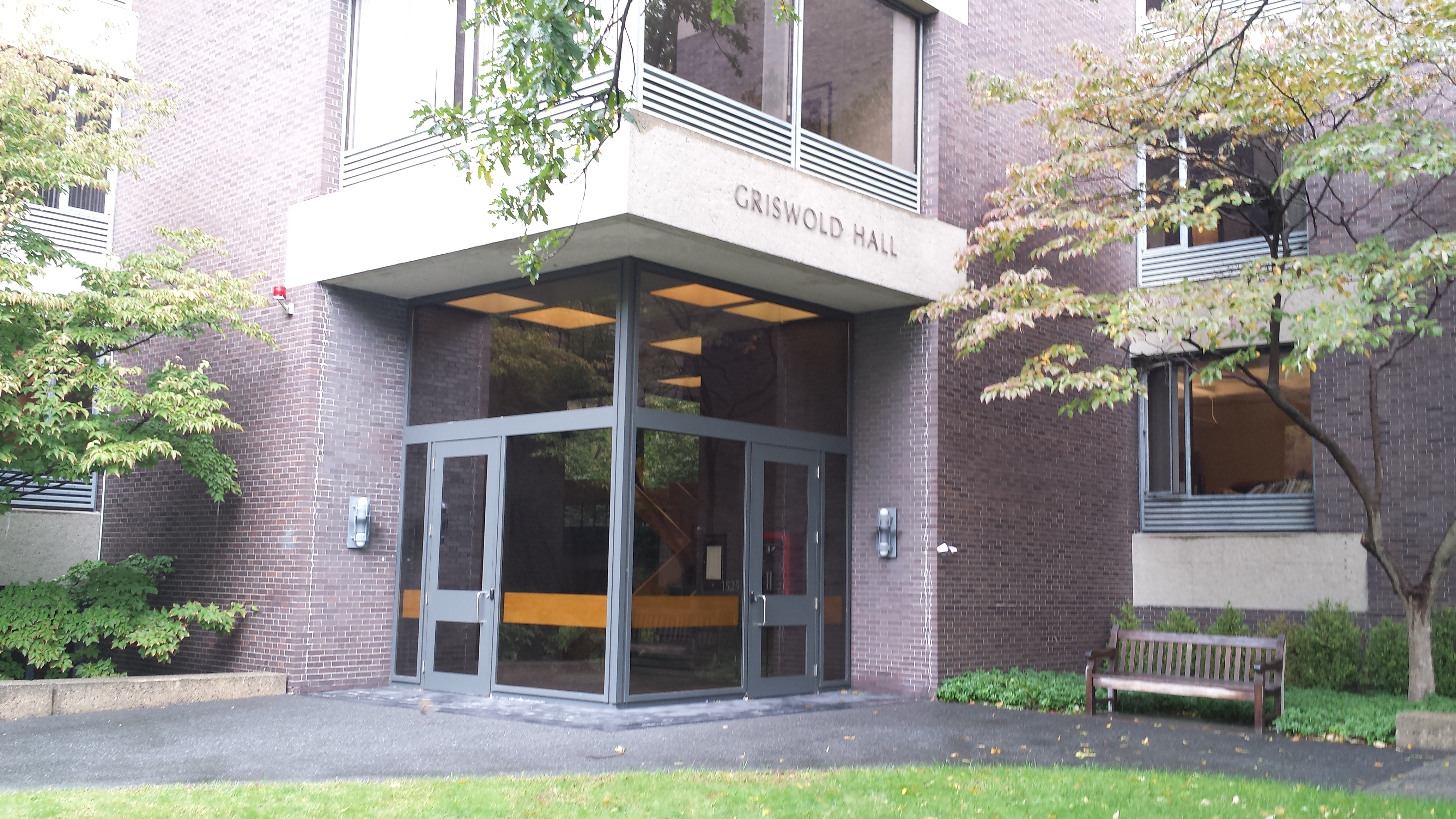
O Griswold Hall, na Harvard Law School. Em Cambridge, Massachusetts

Griswold se juntou a equipe da Universidade de Harvard em 1934, primeiro como um professor associado de direito, e depois como professor integral de 1935 a 1946. Conhecido pelo intelecto afiado, Griswold foi feito decano da Harvard Law School a partir de 1946 e ficou no cargo até 1967. Uma das figuras dominantes da educação jurídica americana, ele dobrou o tamanho da instituição, trabalhando com estudantes que se tornaram grandes juristas como Derek Bok (que o sucedeu como decano, e mais tarde se tornou presidente da Universidade Harvard), Kingman Brewster (se tornou presidente da Universidade Yale), além de Alan Dershowitz.
Como Decano, Griswold fez com que o currículo da universidade incluísse tópicos especializados como relações trabalhistas, direito de família e leis de direitos autorais. Além disso, ele expandiu a área psiquiátrica da universidade, as livrarias e os recursos financeiros. Ele supervisionou as matrículas das primeiras estudantes mulheres em 1950. Em 1979, como gesto honroso pelo seu impacto na Harvard, A universidade dedicou a ele o Griswold Hall, escritório do decano, além de outros escritórios e uma sala de aula.
Na década de 1950, Griswold atuou como testemunha para Thurgood Marshall, que na época era o diretor da NAACP, em muitos casos em que a associação visava estabelecer as bases para a ordem de desagregação da Suprema Corte no caso Brown v. Board of Education. Griswold foi um membro da Comissão americana dos Direitos civis de 1961 a 1967.

## Advogado-geral
No mesmo dia em que se aposentou como decano e professor de direito em 1967, o presidente Johnson o nomeou como advogado-geral dos Estados Unidos. Johnson era um democrata, e Griswold um republicano moderado, mas a nomeação bi-partidária foi altamente elogiada. Como advogado-geral, ele advogou pela legislação da Grande Sociedade, e ele continuou no cargo durante a administração do presidente Nixon até 1973. Como advogado-geral, Griswold argumentou sem sucesso contra a publicação dos Pentagon Papers pelo The New York Times, porque tal publicação poderia causar "graves e imediatas ameaças a segurança dos Estados Unidos." Porém, anos mais tarde, ele reverteu sua posição em uma coluna do The Washington Post, escrevendo, "Eu nunca vi um traço de ameaça a segurança nacional com a publicação" dos Pentagon Papers." Ele sugeriu que as demandas do governo por mais segredos são tratadas com ceticismo pelo público americano.

## Últimos anos
Em 1973, Griswold renunciou como advogado-geral as e se juntou a firma de advocacia internacional Jones Day em Washington, D.C. Ele continuou argumentando muitos casos para a Suprema Corte até a sua morte em 1994. Ele também serviu de mentor de muitos dos jovens advogados da firma. De 1983 a 1994, ele serviu ao governo dos Estados Unidos em uma aliança entre o país e advogados soviéticos na Aliança Internacional de advogados para o Controle de Armas Nucleares. Griswold também era ativo na Supreme Court Historical Society, servindo como Presidente do Conselho de Administração da mesma até a época de sua morte, em 1994.
Griswold também trabalhou como um presidente na sua alma mater de baixo grau, a Faculdade Oberlin. Em outubro de 2014, o Presidente da Oberlin, Marvin Krislov, em uma homenagem a Griswold, anunciou a criação da cadeira Erwin N. Griswold de política e leis.
Griswold escreveu muitos livros, entre eles Spendthrift Trusts (1936), Cases on Federal Taxation (1940), Cases on Conflict Laws (1942), e o seu livro mais popular, The Fifth Amendment Today, Law and Lawyers in the United States (1992). Durante toda a sua carreira, ele recebeu inúmeras honrarias de muitas universidades prestigiadas, includindo a Universidade Columbia, Universidade Northwestern, Universidade Brown e a Universidade de Sydney. Griswold serviu como presidente da Associação das Escolas jurídicas americanas de 1957 a 1958 e presidente da Associação dos Advogados dos Estados Unidos de  1971 a 1974. Em 1978, essa mesma associação premiou Griswold com a medalha de ouro por suas contribuições valiosas para a comunidade jurídica. As memórias de Griswold foram publicadas em 1992 sob o título de Ould Fields, New Corne: The Personal Memoirs of a Twentieth Century Lawyer.
Erwin Griswold faleceu em 19 de novembro de 1994, em Boston, com a idade de 90 anos. Seu legado sobreviveu com sua esposa de 62 anos, Harriet Allena Ford, seus dois filhos, assim como cinco netos.